# Варничный ручей
Ва́рничный руче́й — ручей в городе Мурманске Мурманской области России. Протекает по Первомайскому и Октябрьскому округам города. Длина около 5 км.
Берёт начало в Карьерном озере, выше озера Ледового. На значительной части своего протяжения взят в коллектор. Проходит через исторические районы: Варничный, Больничный городок, Гвардейский и Центр. Впадает в Кольский залив между мысами Халдеев и Варничный, на территории Мурманского морского рыбного порта.
Название дано по мысу Варничному, известному с XVI века. На мысе, расположенном в устье Варничного ручья была организована варница, на которой велась добычи соли Яковом и Григорием Строгановыми. В 1917 году из Варничного ручья был проложен водопровод длиной 1 км для снабжения приспособленного под баню железнодорожного вагона. В 1920-е годы в ручей заходила сёмга. В начале 1930-х годов чистая вода из ручья использовалась мурманской хлебопекарней. В 1932 году на берегах ручья был обнаружен запас глины, началась её добыча. До 1938 года на месторождении работал кирпичный завод.
В послевоенные годы Варничный ручей обмелел и был сильно загрязнён. Коммунальщики города в нарушение закона осуществляют сброс неочищенных ливневых вод в ручей.
В конце XX века по одной из версий, ручей подмыл грунт под жилым микрорайоном, так, что в итоге здание № 42 по Кольскому проспекту начало разрушаться.